# Bonkers
Bonkers es una serie de televisión creada por Disney en 1993, para su bloque The Disney Afternoon, que contaba la historia de Bonkers, un policía que resolvía casos junto a su compañero Lucky Piquel, a quien más tarde se lo llevan con el FBI y es sustituido por Miranda Wright, otra mujer policía. Fueron producidos 65 episodios, 42 donde Lucky era el compañero de Bonkers y 19 donde Miranda lo era, además de 4 episodios en los que se recopilaban cortos protagonizados por Bonkers, su novia, la venada Fawn Deer, y otros personajes. La serie se emitió originalmente en Disney Afternoon de 1993 a 1995, y después sería movida a Toon Disney, que la emitió hasta 2004 cuando debido a la adición de Jetix, Bonkers, junto con otras series de Disney, fue sacada del aire.

## Premisa
La premisa de la serie era que Bonkers D. Bobcat, un gato montés antropomórfico que era una popular estrella de dibujos animados, había dejado el mundo del espectáculo y se había convertido en policía. Fue nombrado socio menor del detective Lucky Piquel, un humano sombrío y malhumorado que odia a los dibujos animados. A lo largo de la serie, la pareja trabaja junta para resolver crímenes en la región de Hollywood, Los Ángeles, California. Bonkers intentó repetidamente ganarse los elogios de Piquel, pero por lo general terminaba arruinando las misiones con sus travesuras. Pero a menudo esas payasadas tontas demostrarían salvar el día.
Después de varios episodios de trabajar con Bonkers, a Piquel le dieron un trabajo en el FBI en Washington D. C., y con gran alegría finalmente pudo dejar Bonkers, pero finalmente se dio cuenta de que después de todo el tiempo que pasó odiando trabajar con Bonkers, había llegado a amarlo. Se llevó la radio de la policía, la luz, Toots y Fall-Apart Rabbit. Al final de los episodios de "Lucky", a Bonkers se le dio una nueva pareja, la atractiva y serena Oficial Miranda Wright. Aunque también era humana, era mucho más paciente y tolerante con sus travesuras que Piquel.[cita requerida] Con Miranda, Bonkers fue más la peor parte de la payasada.

## Personajes
- Bonkers D. Bobcat: es un gato montés antropomórfico de dibujos animados demasiado enérgico e hiperactivo que trabaja en la División Toon del Departamento de Policía de Hollywood.

### Personajes secundarios
- Fall Apart Rabbit: es el torpe mejor amigo y doble de acción de Bonkers durante los días de Bonkers en Hollywood, y aparece solo en los "Episodios afortunados". Literalmente se desmorona en un abrir y cerrar de ojos y debe usar vendajes en varias partes del cuerpo para evitar que se desmantele. A menudo es notablemente estúpido y tonto, incluso para un personaje de dibujos animados.
- Fawn Deer: es el principal interés amoroso y coprotagonista de Bonkers cuando era una estrella de dibujos animados. Bonkers está dispuesto a hacer casi cualquier cosa para complacerla e impresionarla. Afortunadamente para Bonkers, Fawn claramente corresponde a su evidente amor por ella, como lo ha demostrado en numerosas ocasiones al besarlo en la mejilla y, a veces, en los labios. Aparece en 10 cortos de "He's Bonkers", en 6 "Episodios de Lucky" (en tres de ellos con solo cameos) y en tres "Episodios de Miranda". También aparece en el episodio "Nose on the run" de la revista Disney Adventures.

## Producción
La serie reprodujo 65 episodios, como parte de The Disney Afternoon. No se crearon en orden cronológico: los episodios de "Miranda" en realidad se produjeron primero, excluyendo el estreno de la serie de dos partes, en el que Piquel y Bonkers se encontraron por primera vez. Esta discrepancia se vuelve evidente al observar el aspecto del personaje principal en ambos conjuntos de episodios. En los cortos de Raw Toonage, Bonkers era naranja con una mancha marrón, orejas como palos de golf y una cola despeinada. Cuando se hicieron los episodios de la era Lucky Piquel (producidos por Robert Taylor), el personaje tuvo una revisión importante: orejas más delgadas, dos puntos negros en cada mechón, rayas negras tipo "Tigger" en la cola y un uniforme diferente. Los episodios de la era de Miranda Wright (producidos por Duane Capizzi, Robert Hathcock y Greg Weisman) utilizan el aspecto original de Bonkers de Raw Toonage. La serie también presentaba ocasionalmente episodios de "dibujos animados" de los días previos al actor policial de Bonkers, todos tomados de la serie Raw Toonage. Se puede ver el estreno de dos partes para mostrar el motivo de la diferencia en la apariencia, ya que aparece principalmente con su diseño Black Dot Lucky, pero cuando se maquilla, se pone el suéter y cuando reaparece su cabeza, su las manchas se han vuelto marrones, luego sus orejas están 'hinchadas'. Si bien esto funciona para explicar los dos diseños en contexto, New partners no muestra ni explica por qué decidió usar su versión de 'maquillaje' para todos los días.
Los cortos de Raw Toonage fueron una ocurrencia tardía de la producción. Mientras Bonkers estaba en preproducción, el equipo de Raw Toonage encabezado por Larry Latham produjo 12 cortos de "He's Bonkers". En el contexto de Bonkers, se explicó que estos cortos eran algunos de los cortos que Bonkers hizo en Wackytoons Studios antes de que lo despidieran. El corto animado titulado Petal to the Metal se mostró originalmente en los cines en 1992 antes del largometraje 3 Ninjas, mientras que el resto se mostró en el programa Raw Toonage. En la sindicación, los cortos se recopilaron en cuatro episodios completos con relleno de material nuevo en el medio.
Mientras tanto, Duane Capizzi, haciendo su debut como productor, se incorporó y se asoció con el veterano de la animación Robert Hathcock y se le encargó realizar 65 episodios (el valor de una temporada completa en distribución). En teoría, los episodios presentarían a Bonkers con Wright como su compañero. Estos episodios regresaron de estudios de animación en el extranjero con un aspecto menos que espectacular, lo que causó una preocupación considerable en Disney. Finalmente, el equipo original fue reemplazado y entró un equipo encabezado por Robert Taylor. Solo 19 de los programas originales sobrevivieron al aire; son lo que se conoce como los "episodios de Miranda Wright" de Bonkers. Nueve de estos episodios se emitieron en The Disney Channel durante la primera mitad de 1993 como una vista previa de la serie, antes de su estreno sindicado en el otoño. Los 19 episodios de Miranda Wright se muestran hacia el final de la serie en la continuidad oficial. Greg Weisman (cocreador de Gargoyles de Disney) trabajó en los episodios de Miranda, y la relación de Bonkers con Miranda inspiró la relación de Goliath con Elisa Maza.
Taylor descartó la vieja premisa del programa. Lo reemplazó con el escenario de Lucky Piquel, pero sus episodios fueron revisados y establecidos para ocurrir antes de los episodios originales. Se realizaron 42 episodios de la "Era Piquel", incluido uno (New Partners on the Block), que intentó cerrar la brecha entre las dos historias algo contradictorias.
Durante mucho tiempo se rumoreó incorrectamente que la serie había sido pensada originalmente como una serie derivada de Roger Rabbit que terminó siendo desechada debido a problemas de licencia de Amblin Entertainment, y en su lugar se creó Bonkers. Sin embargo, en 2008, Greg Weisman, quien escribió la serie, lo negó. Si bien confirma que el personaje del título se inspiró en Roger, y que el concepto de Toontown también se vio influenciado por la película, Weisman insiste en que Bonkers siempre tuvo la intención de ser su propio personaje.
La versión sindicada de la serie (que omite varios de los episodios originales que sobrevivieron a la primera ejecución) se vio por última vez en Toon Disney hasta finales de 2004.

### New Partners on the Block
New Partners on the Block fue un episodio de transición que mostró cómo Bonkers pasó de tener a Lucky Piquel como socio a tener a Miranda Wright como su nueva pareja. El episodio fue muy parecido al episodio/película piloto "Going Bonkers", usando la lluvia CGI y trayendo de vuelta a los personajes asociados con Bonkers, esos personajes son Fawn Deer, Jitters A. Dog y Grumbles Grizzly y, a diferencia del piloto, tenía más tiempo para hablar y pasar frente a la pantalla.
Al final del episodio, Bonkers, junto con Miranda y Lucky, capturaron al villano principal, el bombardero Fireball Frank y rescataron al agente del FBI Tolson en el proceso, haciendo de Bonkers y Miranda un equipo y dándole a Lucky un trabajo como agente del FBI en Washington D. C. Piquel, su familia Dyl (esposa) y Marilyn (hija), Fall-Apart Rabbit, "Toots and Brodrick", la radio de dibujos animados, se trasladaron posteriormente a Washington D. C., lo que les permitió ser eliminados del programa.
Este episodio se eliminó de la rotación en los Estados Unidos después del Atentado de Oklahoma City en 1995 debido a su trama de atentado/terrorismo y, en consecuencia, nunca se volvió a reproducir en Toon Disney, incluso antes de las políticas de censura más estrictas de Disney después de los ataques del 11 de septiembre. Otros 3 episodios, "Fall Apart Bomb Squad", "Witless for the Prosecution" y "The Stork Exchange", nunca se mostraron en Toon Disney por razones similares. Sin embargo, tres de esos episodios se han repetido en Europa (especialmente en Italia).

## Otras apariciones y referencias
- Aladdín (1994–1995): en el episodio "Snowman is an Island", el Genio se transformó en Bonkers.
- Animaniacs: criticó a Bonkers (que a menudo era su rival en la franja horaria en varios mercados como parte de Fox Kids), especialmente en los segmentos de Slappy Squirrel, refiriéndose a esto como algo sin gracia. Esto continuó en el renacimiento de 2020, ya que se parodió en el primer episodio como Clunkers, un coche de policía que habla y que también es una máquina del tiempo.
- Goosebumps: hizo referencia al programa en "Piano Lessons Can Be Murder", el libro número 13 de la serie original.
- Patoaventuras (2017): Bonkers hace un cameo sin hablar en el episodio "Let's Get Dangerous!"
- Chip 'n Dale: Rescue Rangers (2022): Bonkers hace dos cameos sin hablar. El primero es durante el final de la película junto con otros personajes de dibujos animados pirateados, en su caso habiéndose convertido en una morsa. El segundo es durante los créditos finales en una cartelera de "Disney Afternoon Fist Fight" junto con otros personajes animados de The Disney Afternoon, y se ve que vuelve a ser el mismo de antes.
- Los Simpson: hay una posible referencia a Bonkers en el noveno episodio de la temporada 12 "HOMR" a las 3:06, en el que aparece brevemente un recorte de cartón de un gato naranja junto con otras caricaturas con uniforme de policía.